# Gracilinanus microtarsus
Gracilinanus microtarsus e вид опосум от семейство Didelphidae. Видът обитава тропически гори в Югоизточна Бразилия и провинция Мисионес в Аржентина. Видът обитава както девствени гори, така и вторично израсли гори към които добре се приспособява за живот.